# 軍營村
軍營村（法語：Quartier Militaire）是非洲東部島國毛里裘斯的城鎮，为莫卡區的行政中心，位於毛里求斯岛中部，海拔高度330米，該鎮附近大量種植蔗糖，居民主要信奉伊斯蘭教，2011年人口数量为32,650人。